# スラップスティック・コメディ
スラップスティック・コメディ（英: slapstick comedy）とは、コメディのジャンルの一つ。観客を笑わせることおよび観客の笑いを引き出すことを主目的とした喜劇の中でも、とくに体を張った表現形態を指す。サイレント映画において盛んに制作され、「映画独自の形式をもった喜劇」としてコメディ映画の一ジャンルと定義づけられることもある。日本では「ドタバタ喜劇」と訳されることが多いが、厳密には異なる。単にスラップスティック、スラプスティックとも。
アメリカのサイレント映画で、マック・セネットがプロデュースしたキーストン喜劇が代表的なもの。

## 名前の由来

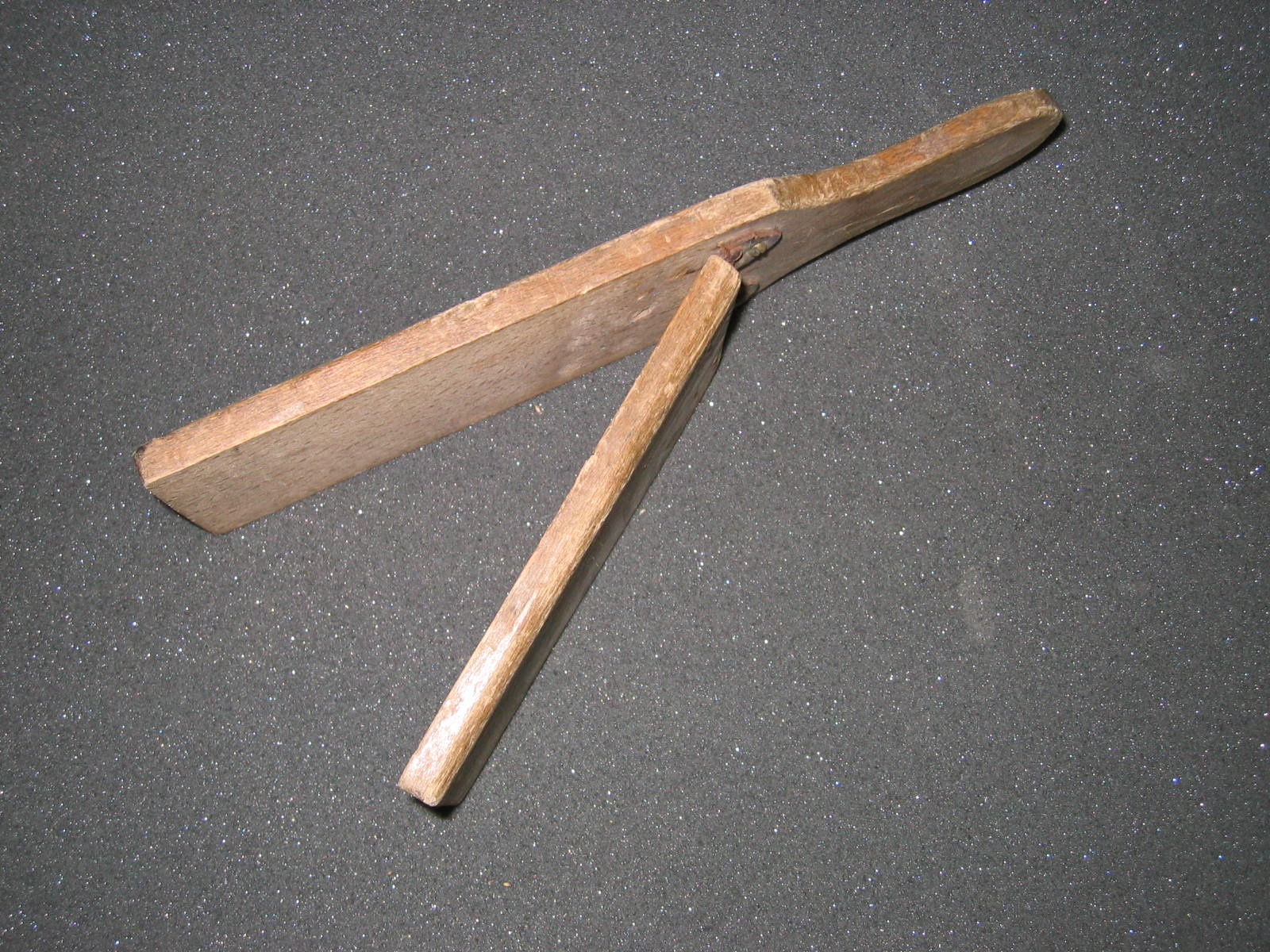
スラップスティック。画像は上下が逆

「スラップスティック」とは、叩く（スラップ）棒（スティック）の意。もともとはアメリカ合衆国の道化芝居で相手をひっぱたくときに使われた、先が二つに割れた棒のこと（振るった時の音は大きいがあまり痛くなく、日本のハリセンのようなものと考えて差し支えない。使う時は跳ねて音を出す可動側を上にする）。これが転じて舞台喜劇のドタバタ芸を指すようになり、さらに転じて、動きの多いコメディ映画をそう呼ぶようになった。

## 映画における流行と廃れ
叩いたり叩かれたり、追いかけたり追いかけられたり、あるいはパイを投げ合ったりといった体を張った演技は、映画が音声・音響、特に俳優の語る言葉を持たなかったサイレント時代初期に広く流行した。
しかし、映画の主流が短編から長編へと移行するにつれ、物語の比重が重要になり、さらにトーキーに移行することで、大げさな体技による笑いから、セリフによる笑いへと変化していったことなどから徐々に廃れていき、現在ではほとんど作られることがなくなっている。
（参考：年代別リスト（英語版））

## 代表的なコメディアン
- アンドレ・デード（英語版）[5]
- マックス・ランデ―[5]
- ポリドール（フェルディナンド・ギヨーム（英語版））[5]
- チャーリー・チャップリン
- バスター・キートン
- ハロルド・ロイド
- ロスコー・アーバックル
- メーベル・ノーマンド
- キーストン・コップス（ハンク・マン、フォード・スターリング　他多数）
- ベン・ターピン
- シドニー・チャップリン
- ジミー・オーブリー（英語版）
- ハリー・ラングドン（英語版）
- アル・セント・ジョン（英語版）
- ラリー・シモン
- モンティ・バンクス（英語版）
- ローレル&ハーディ
- マルクス兄弟
- 三ばか大将
- リッツ兄弟
- アボット&コステロ
- ビング・クロスビー＆ボブ・ホープ（珍道中シリーズ）
- ジャック・タチ
- 底抜けコンビ（ディーン・マーティン＆ジェリー・ルイス）
- ルイ・ド・フュネス
- ピーター・セラーズ
- ダン・エイクロイド
- ジム・キャリー
- チェビー・チェイス
- スティーヴ・マーティン
- レスリー・ニールセン
- ローワン・アトキンソン
- ベン・スティラー
- ジャッキー・チェン
- チャウ・シンチー
- ホイ３兄弟（マイケル・ホイ、リッキー・ホイ、サミュエル・ホイ）
- 榎本健一（エノケン）
- 古川ロッパ
- 小倉繁
- 清水金一
- 大村崑
- フランキー堺
- ハナ肇とクレージーキャッツ
- フランキー堺
- コント55号
- ザ・ドリフターズ
- ビートたけし（北野武）
- 志村けん

## コメディアン以外でスラップスティック・コメディー制作に関わった主な人々

### プロデューサー
- ハル・ローチ（英語版） - ハロルド・ロイド主演作品など
- ジョセフ・M・シェンク - バスター・キートン主演作品など
- アーヴィング・タルバーグ - マルクス兄弟主演作品など

### 監督
- マック・セネット - キーストン・スタジオ等で多数
- フレッド・C・ニューメイヤー（英語版） - ハロルド・ロイド主演作品など
- サム・テイラー (映画監督)（英語版） - ハロルド・ロイド主演作品など
- エドワード・クライン（英語版） - バスター・キートン主演作品など
- クライド・ブルックマン（英語版） - バスター・キートン主演作品など
- ジェームズ・W・ホートン（英語版） - バスター・キートン主演作品など
- エドワード・セジウィック（英語版） - バスター・キートン主演作品など
- ジュールス・ホワイト（英語版）  - バスター・キートン、三ばか大将主演作品など
- チャールズ・ラモント（英語版）  - バスター・キートン、アボット&コステロ主演作品など
- チャールズ・ライスナー（英語版） - バスター・キートン、マルクス兄弟、アボット&コステロ主演作品など（俳優としても活動し、チャップリン作品にも出演）
- フランク・キャプラ - ハリー・ラングドン主演作品など
- レオ・マッケリー - ローレル&ハーディ、マルクス兄弟、ハロルド・ロイド各主演作品など
- サム・ウッド - マルクス兄弟主演作品など
- エドワード・バゼル（英語版） - マルクス兄弟主演作品など
- アーサー・ルービン（英語版） - アボット&コステロ主演作品など
- プレストン・スタージェス[6] - 「結婚五年目」[7]など
- ノーマン・タウログ - ディーン・マーティン&ジェリー・ルイス主演作品など
- フランク・タシュリン - ジェリー・ルイス主演作品など
- ブレイク・エドワーズ - 「ピンク・パンサー」シリーズなど
- ルイ・マル - 「地下鉄のザジ」
- リチャード・レスター - ビートルズ主演作品など
- ジョン・ランディス - 「ブルース・ブラザース」など
- 山本嘉次郎 - 榎本健一主演作品など
- 斎藤寅次郎 - 「子宝騒動[8]」など
- 川島雄三 - 「幕末太陽傳」など[9]
- 中平康 - 「牛乳屋フランキー」[10]
- 前田陽一 - コント55号主演作品など

## 参考資料
- 『世界の喜劇人』（小林信彦著、1983年、新潮社 ISBN 4101158061）
- 『サイレント・コメディ全史』（新野敏也著、1992年、喜劇映画研究会 ISBN 978-4906409013）
- 『〈喜劇映画〉を発明した男　帝王マック・セネット、自らを語る』（マック・セネット著、石野たき子訳／新野敏也監訳、2014年、作品社 ISBN 978-4861824722）